# Battaglia di Aidu de Turdu
La battaglia di Aidu de Turdu fu combattuta nel mese di agosto del 1347 tra un esercito del Regno di Sardegna e Corsica e le armate dei Doria durante la seconda delle ribellioni dei Doria contro i sardi regnicoli.

## Luogo dello scontro
Aidu de Turdu, (nome che in sardo significa "passo del tordo"), era la denominazione di un passo di montagna, un passaggio obbligato costituito da una stretta gola. Alcuni studiosi asseriscono che si tratta di una località ora appartenente al territorio comunale di Torralba, lungo l'asse viario bia Turresa - vecchia strada che conduceva alla città di Sassari (sostituita, nel 1822, con un percorso alquanto diverso, dalla Carlo Felice dell'ingegner Carbonazzi). Detta strada, dopo Bonorva, passava ad est del castello di Roccaforte (Giave) per dirigersi verso la chiesa torralbese dello  Spirito Santo e, quindi, al passo detto Aidu de Turdu. Per la sua natura di passo obbligato, il posto ben si adattava ad un'imboscata.

## Alleati dei regnicoli
Per fermare i ribelli le truppe regnicole attraversarono il Giudicato di Arborea di Mariano IV, allora tiepido alleato ma desideroso che nessuno dei due eserciti riportasse una vittoria decisiva.
Alla battaglia partecipò il fratello del giudice stesso, Giovanni d'Arborea, insieme ad un contingente di 250 cavalieri e trecento balestrieri oristanesi, con il compito di evitare ai regnicoli un'imboscata.

## Alleati dei Doria
Per contrastare i regnicoli, le varie famiglie dei Doria lasciarono da parte le loro divisioni interne e con l'aiuto di Genova armarono un numeroso esercito capitanato da Matteo, Nicolò, Giovanni e Antonio Doria.

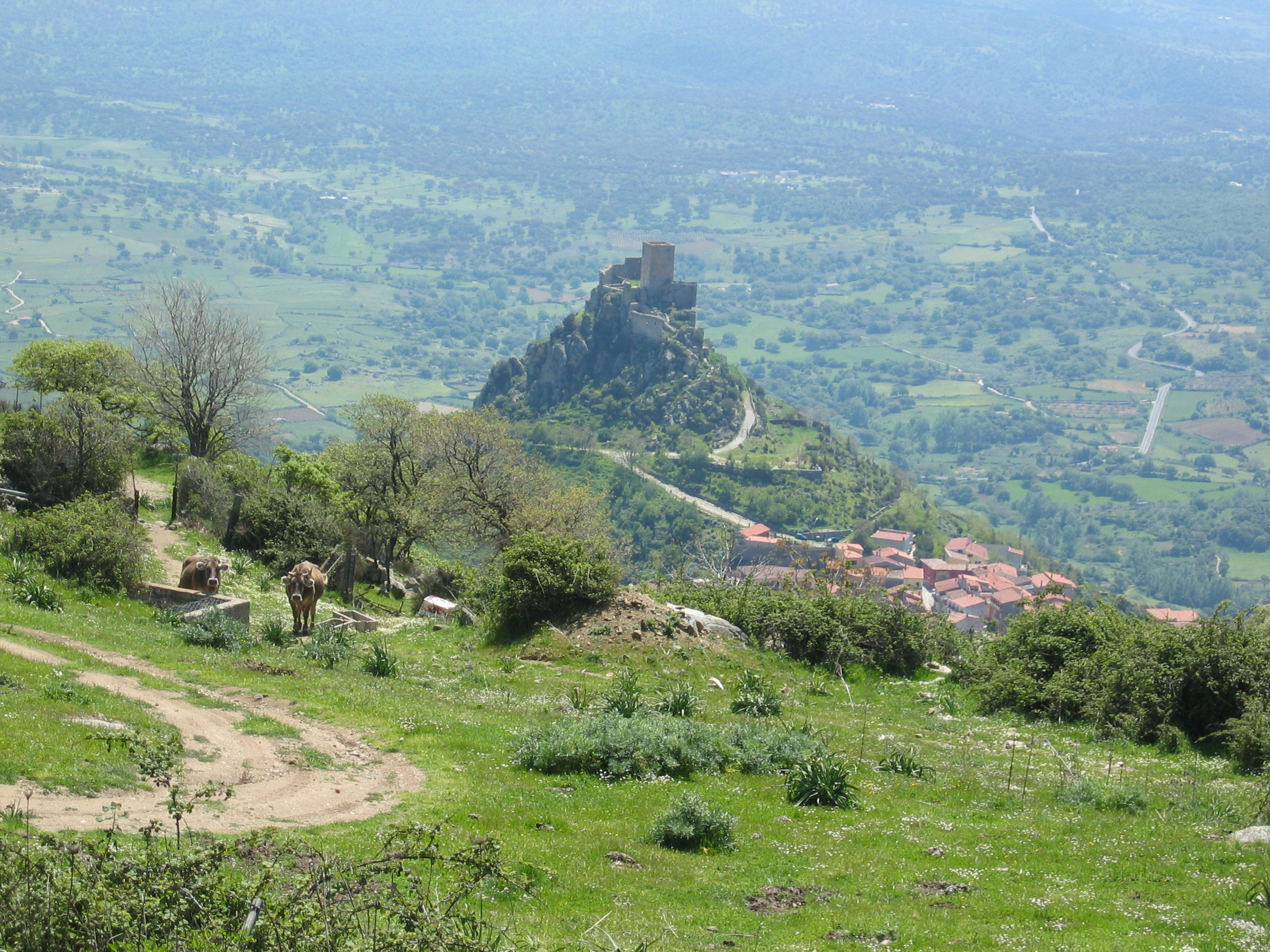
Castello di Burgos: dopo la battaglia, Guglielmo de Cervellon fu sepolto in questo castello da Mariano IV d'Arborea.

## La battaglia
Contravvenendo a quanto consigliato dagli arborensi, non appena le avanguardie presero contatto, i regnicoli furono imprudentemente mandati all'attacco da Gherardo de Cervelló. Ad attenderli, ben nascosti e posizionati nella stretta gola vi erano i balestrieri genovesi che dettero prova della loro sinistra fama.
Dal sanguinoso scontro riuscì vincitore l'esercito dei Doria che massacrò quello nemico. L'intervento degli armati arborensi riuscì a salvare i pochi aragonesi superstiti, tra i quali il viceré Don Guglielmo de Cervelló. Costui, ferito, alla notizia che i suoi due figli Gherardo (primogenito) e Monico perirono in battaglia insieme al nipote Ughetto de Cervelló, morì di lì a poco.
A salvare i regnicoli dalla disfatta totale nella Sardegna del nord fu la peste nera, giunta in Europa nel 1347. I Doria non trassero alcun vantaggio dalla vittoria a causa della violenta epidemia che fermò tutto, anche le azioni belliche.
Pochi anni dopo, Mariano IV, fino ad allora alleato aragonese, ruppe gli indugi e agli inizi di settembre del 1353 la Corona de Logu deliberava la guerra contro il Regno di Sardegna e Corsica (Guerra sardo-catalana: 1353-1355; 1365-1388; 1390-1410/20).